# Dactylella arnaudii
Dactylella arnaudii är en svampart som beskrevs av Yadav 1960. Dactylella arnaudii ingår i släktet Dactylella och familjen vaxskålar.   Inga underarter finns listade i Catalogue of Life.